# وینسار
وینسار، روستایی از توابع بخش چهاردولی شهرستان قروه در استان کردستان ایران است.
مردم این روستا کرد هستند و به زبان کردی صحبت می کنند.

## جمعیت
این روستا در دهستان چهاردولی شرقی قرار دارد و براساس سرشماری مرکز آمار ایران در سال ۱۳۸۵، جمعیت آن ۲٬۲۴۹ نفر (۵۴۷خانوار) بوده‌است.
روستا دارای یک سراب دایمی است که با اینکه آب‌ریز قابل مشاهده ندارد ولی حجم چشمگیری آب خروجی دارد.

## آثار تاریخی

### غار فرهادتاش وینسار
در حدود ۳۵ کیلومتری شرق شهر قروه، در فاصله سه روستای داش بلاغ، آق بلاغ و وینسار بر روی کوهی مرتفع، بقایای یک معدن بزرگ سنگ قرار دارد که از نظر نوع، اندازه و تراش سنگ دارای ویژگی‌های خاص و از اهمیت بسیار برخوردار است. باور مردم برآن است که این سنگ‌ها به داستان شیرین و فرهاد ارتباط دارد. نوع حجاری و سفال‌های موجود در منطقه، احتمالاً به دوره ساسانی تعلق دارد. این منطقه در ایام بهار به عنوان تفرجگاه مورد استفاده مردم است. در ضلع شرقی همین کوه فرهادتاش، دهانه غاری وجود دارد که " اورل استین " مستشرق اروپایی هنگام بررسی منطقه غرب کشور، از این غار نام برده و ظاهراً نتوانسته وارد آن شود. 

### تپه تاریخی دینار وینسار
تپه دینار وینسار مربوط به دوران‌های تاریخی پس از اسلام است و در شهرستان قروه، روستای وینسار واقع شده. این اثر در تاریخ ۲۵ اسفند ۱۳۷۹ با شمارهٔ ثبت ۳۵۷۴ به‌عنوان یکی از آثار ملی ایران به ثبت رسیده‌است. 
روان تپه وینسار نیز در تاریخ ۲۵ اسفند ۱۳۷۹ با شمارهٔ ثبت ۳۵۷۳ به‌عنوان یکی از آثار ملی ایران به ثبت رسیده‌است. 
یکی دیگر از آثار تاریخی وینسار کوه صخره‌ای کماجار می‌باشد که این کوه هم یکی دیگه از آثار ثبت شده وینسار می‌باشد. 
چشمه باوه سراو در مرکز روستا یکی دیگر از جاذبه‌های وینسار است که تا سالیان نه چندان دور در فصل درو گندم تمامی اهالی روستا به شکرانهٔ این موهبت الهی اقدام به ذبح قربانی و جشن و شادی در کنار سراب وینسار نموده و برای آن احترام و تقدس خاصی قائل بودند. آب خروجی این چشمه جهت آبیاری باغات و مزارع پایین دست استفاده می‌گردد و زارعان وینسار هر یک به اندازه حقابه خود از آن استفاده می‌کنند. تا اوایل سال ۱۳۵۸ سه قطعه سنگ به شکل قوچ در خروجی سراب قرار داشته که در باور مردمان ایرانیان نماد باروری و برکت بوده متأسفانه این سنگ‌ها در آن زمان به سرقت رفته‌است.
در امتداد سراب دو چشمه دیگر در محلی به نام کانی میران وجود دارد
کانی دروزنه هم یکی دیگر از چشمه‌های وینسار است که وجه تسمیه آن به این جهت است که در سالهایی که بارندگی کم بوده و خشکسالی حادث می‌شده آب این چشمه کوچک نیز خشکیده می‌شده و از این رو به این چشمه به زبان کردی (کانی دروزنه) می‌گفته‌اند به معنای چشمهٔ دروغین یا فصلی.